# Steve Rucchin
Steven Andrew Rucchin (Thunder Bay, 7 aprile 1971) è un ex hockeista su ghiaccio canadese professionista che giocava nel ruolo di attaccante. Ha giocato nella National Hockey League con la maglie dei Atlanta Thrashers, dei Mighty Ducks of Anaheim. e dei New York Rangers.

## Carriera

### Club
Rucchin iniziò a giocare a hockey su ghiaccio alla Sir Frederick Banting Secondary School di London, per poi passare alla University of Western Ontario. Qui fu selezionato per tre stagioni nell' "Ontario University All-Star" e fu nominato Giocatore dell'anno e First-team All-Canadian nella sua stagione da senior.
Nel 1994 fu selezionato dai Mighty Ducks of Anaheim come seconda scelta al NHL Supplemental Draft 1994. Nella nuova squadra conquistò in fretta un posto da titolare in attacco al fianco di Paul Kariya e Teemu Selänne. Fu vice capitano dei Mighty Ducks dal 2000 al 2003, e capitano dal 2003 al 2005. Durante la carriera con i Mighty Ducks ha realizzato un totale di 153 goal di cui 23 decisivi, 279 assist, e 432 punti.
Nell'agosto 2005 passò ai New York Rangers in cambio di Trevor Gillies e una scelta nel draft 2007. Il 3 luglio 2006 firmò come free agent con gli Atlanta Thrashers. Il 6 marzo 2007 un infortunio subito in uno scontro con Ben Guité dei Colorado Avalanche pose fine alla sua carriera agonistica.

### Nazionale
Rucchin vestì la maglia della nazionale canadese in occasione del campionato mondiale del 1998, concluso al sesto posto.